# 五星街道 (常州市)
五星街道，是中华人民共和国江苏省常州市钟楼区下辖的一个乡镇级行政单位。

## 行政区划
五星街道下辖以下地区：
新中社区、新农社区、新岗社区、新新社区、新民社区、新丰社区、新庄社区、五星社区、平岗社区、汤家社区、谭墅社区、三堡街社区、勤业新村第一社区、勤业新村第二社区、都市桃源花苑社区、勤德家园社区、花园新村第一社区、花园新村第二社区、花园西村社区和白云新村社区。